# 실마리
실마리는 2004년에 설립된 온라인 강의 사이트이다. 설립 초기에는 최상위권을 대상으로 고교 수학 전과정의 강의를 운영하였으며, 2005년에는 커뮤니티 사이트인 오르비스 옵티무스와의 제휴를 통해 고교생을 대상으로 생방송 1:1 학습 매니지먼트를 무료로 시행하였다. 실마리의 강의는 유료로 제공되고 있으며, 강사진은 수학능력시험 기준으로 당해 전국 100위권 이내의 성적을 획득한 인원들로 구성된다.